# Europese kampioenschappen kunstschaatsen 1989
De Europese Kampioenschappen kunstschaatsen zijn wedstrijden die samen een jaarlijks terugkerend evenement vormen, georganiseerd door de Internationale Schaatsunie (ISU).
De kampioenschappen van 1989 vonden plaats van 17 tot en met 22 januari in Birmingham. Het was de eerste keer dat de kampioenschappen hier plaatsvonden en de derde keer dat ze in het Verenigd Koninkrijk plaatsvonden. De hoofdstad Londen was gaststad voor de kampioenschappen in 1933 en 1939 (alleen voor vrouwen).
Voor de mannen was het de 81e editie, voor de vrouwen en paren was het de 53e editie en voor de ijsdansers de 36e editie.

## Historie
De Duitse en Oostenrijkse schaatsbond, verenigd in de "Deutscher und Österreichischer Eislaufverband", organiseerden zowel het eerste EK Schaatsen voor mannen als het eerste EK Kunstschaatsen voor mannen in 1891 in Hamburg, in toen nog het Duitse Keizerrijk, nog voor het ISU in 1892 werd opgericht. De internationale schaatsbond nam in 1892 de organisatie van het EK kunstschaatsen over. In 1895 werd besloten voortaan het WK kunstschaatsen te organiseren en kwam het EK te vervallen. In 1898, na twee jaar onderbreking, vond toch weer een herstart plaats van het EK kunstschaatsen.
De vrouwen en paren zouden vanaf 1930 jaarlijks om de Europese titel strijden. De ijsdansers streden vanaf 1954 om de Europese titel in het kunstschaatsen.

## Deelname
Er namen deelnemers uit 20 landen deel, een evenaring van de record deelname in 1979 en 1982, aan deze kampioenschappen. Zij vulden het aantal van 73 startplaatsen in de vier disciplines in.
Voor België nam Sandrine Goes voor de eerste keer deel in het vrouwentoernooi. Voor Nederland nam Jeltje Schulten voor de eerste keer deel in het vrouwentoernooi.
(Tussen haakjes het totaal aantal startplaatsen over de disciplines.)
| Sovjet-Unie (11) Verenigd Koninkrijk (8) Duitsland (7) Frankrijk (6) Hongarije (5) | Italië (4) Duitse Democratische Republiek (4) Polen (4) Finland (3) Oostenrijk (3) | Tsjecho-Slowakije (3) Bulgarije (2) Denemarken (2) Joegoslavië (2) Noorwegen (2) | Zweden (2) Zwitserland (2) België (1) Nederland (1) Spanje (1) |

## Medaille verdeling
Bij de mannen werd Alexander Fadeev voor de derde keer op rij Europees kampioen, het was zijn vierde titel, in 1984 veroverde hij zijn eerste titel. Het was zijn zesde medaille, in 1983 en 1986 werd hij derde. De nummer twee, Grzegorz Filipowski veroverde zijn tweede medaille, in 1985 werd hij derde. De Tsjechoslowaak Petr Barna op plaats drie stond voor de eerste keer op het erepodium.
Bij de vrouwen werd Claudia Leistner de 24e Europees kampioene en de tweede West-Duitse vrouw, na Gundi Busch (1954) die deze titel veroverde. Het was haar derde medaille, in 1983 en 1985 werd ze derde. Voor de beide vrouwen op de plaatsen twee en drie, respectievelijk Natalia Lebedeva en Patricia Neske was het hun eerste medaille.
Bij de paren veroverden Larisa Seleznova / Oleg Makarov voor de tweede keer de Europese titel, in 1987 werden ze voor de eerste keer kampioen. Het was hun vierde medaille, in 1985 en 1986 werden ze tweede. Het Oost-Duitse paar Mandy Wötzel / Axel Rauschenbach op de tweede plaats stonden voor de eerste keer op het erepodium. Ook het Sovjet paar Natalia Mishkutenok / Artur Dmitriev op de derde plaats stonden voor de eerste keer op het erepodium.
Voor de tiende keer stonden bij het ijsdansen drie paren uit één natie op het erepodium. Van 1954-1958 en in 1968 waren dit Britse paren. In 1976, 1986, 1987 en dit jaar waren het drie paren uit de Sovjet-Unie. Marina Klimova / Sergei Ponomarenko werden het vijftiende paar en het vijfde Sovjet paar die de Europese titel veroverden. Het was hun vijfde medaille, van 1985-1987 werden ze tweede en in 1984 derde. Maya Usova / Alexander Zhulin op plaats twee, stonden voor de eerste keer op het erepodium. Het paar Natalia Annenko / Genrikh Sretenski op plaats drie stond voor de vierde keer op het erepodium, in 1986, 1987 werden ze ook derde en in 1988 tweede.
| Discipline | Goud                                | Zilver                           | Brons                                |
| ---------- | ----------------------------------- | -------------------------------- | ------------------------------------ |
| Mannen     | Alexander Fadeev                    | Grzegorz Filipowski              | Petr Barna                           |
| Vrouwen    | Claudia Leistner                    | Natalia Lebedeva                 | Patricia Neske                       |
| Paren      | Larisa Seleznova / Oleg Makarov     | Mandy Wötzel / Axel Rauschenbach | Natalia Mishkutenok / Artur Dmitriev |
| IJsdansen  | Marina Klimova / Sergei Ponomarenko | Maya Usova / Alexander Zhulin    | Natalia Annenko / Genrikh Sretenski  |

## Uitslagen
| #                      | naam (deelname)           | land                                    | pc     |
| ---------------------- | ------------------------- | --------------------------------------- | ------ |
| Goud                   | Alexander Fadeev (8)      | Vlag van Sovjet-Unie                    |        |
| Zilver                 | Grzegorz Filipowski (9)   | Vlag van Polen                          |        |
| Brons                  | Petr Barna (7)            | Vlag van Tsjechië                       | 7      |
| 4                      | Dmitri Gromov             | Vlag van Sovjet-Unie                    |        |
| 5                      | Daniel Weiss              | Vlag van Duitsland                      |        |
| 6                      | Viacheslav Zagorodniuk    | Vlag van Sovjet-Unie                    |        |
| 7                      | Axel Medric (2)           | Vlag van Frankrijk                      |        |
| 8                      | Peter Johansson (4)       | Vlag van Zweden                         |        |
| 9                      | Lars Dresler (5)          | Vlag van Denemarken                     |        |
| 10                     | Alessandro Riccitelli (5) | Vlag van Italië                         |        |
| 11                     | Andras Szaraz (7)         | Vlag van Hongarije                      |        |
| 12                     | Ronny Winkler             | Vlag van Duitse Democratische Republiek |        |
| 13                     | Eric Millot               | Vlag van Frankrijk                      |        |
| 14                     | Ralph Burghart (4)        | Vlag van Oostenrijk                     |        |
| 15                     | Christian Newberry        | Vlag van Verenigd Koninkrijk            |        |
| 16                     | Oula Jaaskelainen (5)     | Vlag van Finland                        |        |
| 17                     | Tomislav Cizmesija (4)    | Vlag van Joegoslavië (1943-1992)        |        |
| 18                     | Jan Erik Digernes         | Vlag van Noorwegen                      |        |
| 19                     | John Martin               | Vlag van Verenigd Koninkrijk            |        |
| -                      | Richard Zander (5)        | Vlag van Duitsland                      | t.z.t. |
| Vrije kür niet bereikt |                           |                                         |        |
| 20                     | Boiko Alexiev (6)         | Vlag van Bulgarije (1971-1990)          |        |

| #                      | naam (deelname)        | land                                    | pc     |
| ---------------------- | ---------------------- | --------------------------------------- | ------ |
| Goud                   | Claudia Leistner (7)   | Vlag van Duitsland                      |        |
| Zilver                 | Natalia Lebedeva (3)   | Vlag van Sovjet-Unie                    |        |
| Brons                  | Patricia Neske (2)     | Vlag van Duitsland                      |        |
| 4                      | Simone Lang            | Vlag van Duitse Democratische Republiek |        |
| 5                      | Natalia Gorbenko (2)   | Vlag van Sovjet-Unie                    |        |
| 6                      | Joanne Conway (3)      | Vlag van Verenigd Koninkrijk            |        |
| 7                      | Evelyn Grossman        | Vlag van Duitse Democratische Republiek |        |
| 8                      | Surya Bonaly           | Vlag van Frankrijk                      |        |
| 9                      | Tamara Teglassy (6)    | Vlag van Hongarije                      |        |
| 10                     | Yvonne Gomez           | Vlag van Spanje                         |        |
| 11                     | Zeljka Cismesija (4)   | Vlag van Joegoslavië (1943-1992)        |        |
| 12                     | Yvonne Pokorny (3)     | Vlag van Oostenrijk                     |        |
| 13                     | Sabine Contini         | Vlag van Italië                         |        |
| 14                     | Helene Persson (2)     | Vlag van Zweden                         |        |
| 15                     | Anisette Torp-Lind (2) | Vlag van Denemarken                     |        |
| 16                     | Stefanie Schmid (3)    | Vlag van Zwitserland                    |        |
| 17                     | Claude Peri (2)        | Vlag van Frankrijk                      |        |
| 18                     | Jacqueline Soames      | Vlag van Verenigd Koninkrijk            |        |
| 19                     | Jeltje Schulten        | Vlag van Nederland                      |        |
| -                      | Mirela Gawlowska (3)   | Vlag van Polen                          | t.z.t. |
| Vrije kür niet bereikt |                        |                                         |        |
| 20                     | Iveta Voralova (3)     | Vlag van Tsjechië                       |        |
| 21                     | Sandrine Goes          | Vlag van België                         |        |
| 22                     | Elina Hanninen (2)     | Vlag van Finland                        |        |
| 23                     | Anita Thorenfeldt (4)  | Vlag van Noorwegen                      |        |
| 24                     | Asia Alexieva (2)      | Vlag van Bulgarije (1971-1990)          |        |
| 25                     | Andrea Granitz         | Vlag van Hongarije                      |        |

| #      | naam (deelname)                            | land                                    | pc |
| ------ | ------------------------------------------ | --------------------------------------- | -- |
| Goud   | Larisa Seleznova (5) Oleg Makarov (5)      | Vlag van Sovjet-Unie                    |    |
| Zilver | Mandy Wötzel (2) Axel Rauschenbach (2)     | Vlag van Duitse Democratische Republiek |    |
| Brons  | Natalia Mishkutenok (2) Artur Dmitriev (2) | Vlag van Sovjet-Unie                    |    |
| 4      | Elena Kvitchenko Rashid Kadyrkaev          | Vlag van Sovjet-Unie                    |    |
| 5      | Cheryl Peake (4) Andrew Naylor (4)         | Vlag van Verenigd Koninkrijk            |    |
| 6      | Anuschka Glaser (2) Stefan Pfengle (3)     | Vlag van Duitsland                      |    |
| 7      | Lisa Cushley (3) Neil Cushley (3)          | Vlag van Verenigd Koninkrijk            |    |
| 8      | Sonja Adalbert (2) Daniele Caprano (3)     | Vlag van Duitsland                      |    |
| 9      | Anna Gorecka Arkadikusz Gorecki            | Vlag van Polen                          |    |

| #      | naam (deelname)                               | land                         | pc |
| ------ | --------------------------------------------- | ---------------------------- | -- |
| Goud   | Marina Klimova (6) Sergei Ponomarenko (6)     | Vlag van Sovjet-Unie         |    |
| Zilver | Maya Usova (2) Alexander Zhulin (2)           | Vlag van Sovjet-Unie         |    |
| Brons  | Natalia Annenko (5) Genrikh Sretenski (5)     | Vlag van Sovjet-Unie         |    |
| 4      | Klara Engi (6) Attila Toth (6)                | Vlag van Hongarije           |    |
| 5      | Stefania Calegari (4) Pasquale Camerlengo (4) | Vlag van Italië              |    |
| 6      | Sharon Jones (5) Paul Askham (5)              | Vlag van Verenigd Koninkrijk |    |
| 7      | Andrea Juklova (3) Martin Simecek (3)         | Vlag van Tsjechië            |    |
| 8      | Dominque Yvon Frederic Palluel                | Vlag van Frankrijk           |    |
| 9      | Malgorzata Grajczr Andrzej Dostatni (3)       | Vlag van Polen               |    |
| 10     | Andrea Weppelmann (4) Hendryk Schamberger (4) | Vlag van Duitsland           |    |
| 11     | Sophie Moniotte Pascal Lavachy                | Vlag van Frankrijk           |    |
| 12     | Susanna Rahkamo (4) Petri Kokko (4)           | Vlag van Finland             |    |
| 13     | Anna Croci Luca Mantovani                     | Vlag van Italië              |    |
| 14     | Karen Quinn Alan Abretti (3)                  | Vlag van Verenigd Koninkrijk |    |
| 15     | Krisztina Kerekes Csaba Szentpetery           | Vlag van Hongarije           |    |
| 16     | Diane Gerencser Bernard Columberg             | Vlag van Zwitserland         |    |
| 17     | Ursula Holik (2) Herbert Holik (2)            | Vlag van Oostenrijk          |    |

Medaillewinnaars

Mannen · 
Vrouwen ·
Paren · 
IJsdansen

Toernooi

1891 · 
1892 · 
1893 · 
1894 · 
1895 · 
1896-1897 · 
1898 · 
1899 · 
1900 · 
1901 · 
1902-1903 · 
1904 · 
1905 · 
1906 · 
1907 · 
1908 · 
1909 · 
1910 · 
1911 · 
1912 · 
1913 · 
1914 · 
1915-1921 · 
1922 · 
1923 · 
1924 · 
1925 · 
1926 · 
1927 · 
1928 · 
1929 · 
1930 · 
1931 · 
1932 · 
1933 · 
1934 · 
1935 · 
1936 · 
1937 · 
1938 · 
1939 ·
1940-1946 · 
1947 · 
1948 · 
1949 · 
1950 · 
1951 · 
1952 · 
1953 · 
1954 · 
1955 · 
1956 · 
1957 · 
1958 · 
1959 · 
1960 · 
1961 · 
1962 · 
1963 · 
1964 · 
1965 · 
1966 · 
1967 · 
1968 · 
1969 · 
1970 · 
1971 · 
1972 · 
1973 · 
1974 · 
1975 · 
1976 · 
1977 · 
1978 · 
1979 · 
1980 · 
1981 · 
1982 · 
1983 · 
1984 · 
1985 · 
1986 · 
1987 · 
1988 · 
1989 · 
1990 · 
1991 · 
1992 · 
1993 · 
1994 · 
1995 ·
1996 · 
1997 · 
1998 · 
1999 · 
2000 · 
2001 · 
2002 · 
2003 · 
2004 · 
2005 · 
2006 ·
2007 ·
2008 ·
2009 ·
2010 ·
2011 ·
2012 ·
2013 ·
2014 ·
2015 ·
2016 ·
2017 ·
2018 ·
2019 ·
2020 ·
2021 · 
2022 · 
2023 · 
2024 · 
2025

WK kunstschaatsen ·
WK kunstschaatsen junioren ·
Viercontinentenkampioenschap ·
Olympische Spelen